# Оман на Летњим олимпијским играма 2008.
Оман је на Олимпијским играма у Пекингу 2008. учествовао седми пут као самостална земља.
Оманска делегација је на Олимпијским играма 2008. у Пекингу учествовала са 4 учесника 3 мушкарца и 1 жене, 3 спорта. Најстарији учесник у екипи био је такмичар у стрељаштву Алах Дад ел Балуши који је на играма напунио 50 година и постао је најстарији представник Омана на досадашњим играма. Најмлађи је био пливач Мухамед ел-Хабси који је такође на играма прославио 17 рођендан.
Оман је први пут у историји на Олимпијске игре послао спортисткињу. Била је то атлетичарка Бутаина Јакуби која се такмичила у трци на 100 метара.
Омански олимпијски тим је остао у групи екипа које нису освојиле ниједну медаљу.
Заставу Омана на свечаном отварању Олимпијских игара 2008. носио је најстарији такмичар стрелац Алах Дад ел-Балуши.

## Учесници по дисциплинама
| Спорт      | Мушкарци | Жене | Укупно |
| ---------- | -------- | ---- | ------ |
| Атлетика   | 1        | 1    | 2      |
| Пливање    | 1        | 0    | 1      |
| Стрељаштво | 1        | 0    | 1      |
| Укупно(3)  | 3        | 1    | 4      |

## Атлетика

### Мушкарци
| Атлетичар Лични рекорд | Дисциплина | Група    | Група   | Четвртфинале     | Четвртфинале     | Полуфинале       | Полуфинале       | Финале           | Финале  | Детаљи |
| Атлетичар Лични рекорд | Дисциплина | Резултат | Место   | Резултат         | Место            | Резултат         | Место            | Резултат         | Место   | Детаљи |
| ---------------------- | ---------- | -------- | ------- | ---------------- | ---------------- | ---------------- | ---------------- | ---------------- | ------- | ------ |
| Абдулах ел Сули 10,57  | 100 м      | 10,53 ЛР | 6 гр. 5 | Није се пласирао | Није се пласирао | Није се пласирао | Није се пласирао | Није се пласирао | 48 / 50 |        |

### Жене
| Атлетичарка Лични рекорд | Дисциплина | Група    | Група  | Четвртфинале      | Четвртфинале      | Полуфинале        | Полуфинале        | Финале            | Финале | Детаљи |
| Атлетичарка Лични рекорд | Дисциплина | Резултат | Место  | Резултат          | Место             | Резултат          | Место             | Резултат          | Место  | Детаљи |
| ------------------------ | ---------- | -------- | ------ | ----------------- | ----------------- | ----------------- | ----------------- | ----------------- | ------ | ------ |
| Бутаина Јакуби           | 100 м      | 13,90 ЛР | 9 гр 1 | Није се пласирала | Није се пласирала | Није се пласирала | Није се пласирала | Није се пласирала | 82/ 85 |        |

## Пливање

### Мушкарци
| Пливач           | Дисциплина  | Група   | Група     | Полуфинале       | Полуфинале       | Финале           | Финале  | Детаљи |
| Пливач           | Дисциплина  | Време   | Пласман   | Време            | Пласман          | Време            | Пласман | Детаљи |
| ---------------- | ----------- | ------- | --------- | ---------------- | ---------------- | ---------------- | ------- | ------ |
| Мухамед ел Хабси | 100 м прсно | 1:12,28 | 2 у гр. 1 | Није се пласирао | Није се пласирао | Није се пласирао | 62 / 64 |        |

## Стрељаштво

### Мушкарци
| Стрелац            | Дисциплина           | Квалификације | Квалификације | Финале           | Финале           | Пласман | Детаљи |
| Стрелац            | Дисциплина           | Резултат      | Пласман       | Резултат         | Укупно           | Пласман | Детаљи |
| ------------------ | -------------------- | ------------- | ------------- | ---------------- | ---------------- | ------- | ------ |
| Алах Дад ел Балуши | МК пушка 50 м лежећи | 582           | 51            | Није се пласирао | Није се пласирао | 51 / 56 |        |